# Kreuz Kaarst
Kreuz Kaarst is een knooppunt in de Duitse deelstaat Noordrijn-Westfalen.
Op dit knooppunt kruist de A57-Krefeld-Keulen de A52- Nederland- Düsseldorf.

## Geografie
Het knooppunt ligt ongeveer 10 km ten westen van het stadscentrum van Düsseldorf in de stad Kaarst op de gemeentegrens met de stad Neuss.

## Configuratie
Rijstrook
Ten westen van het knooppunt heeft de A52 2x2 rijstroken. Zowel de A52 ten oosten van het knooppunt als de A57 hebben 2x3 rijstroken.
Alle verbindingswegen hebben één rijstrook.
Knooppunt
Het is een klaverbladknooppunt met rangeerbanen langs beide snelwegen.

## Verkeersintensiteiten
Dagelijks passeren ongeveer 196.000 voertuigen het knooppunt.
| Van                  | Naar                 | Gemiddeld aantal voertuigen per dag | Percentage vrachtverkeer |
| -------------------- | -------------------- | ----------------------------------- | ------------------------ |
| AS Kaarst-Nord (A52) | AK Kaarst            | 58.100                              | 07,3%                    |
| AK Kaarst            | AS Büderich (A52)    | 75.300                              | 05,3%                    |
| AS Bovert (A57)      | AK Kaarst            | 62.900                              | 13,3%                    |
| AK Kaarst            | AS Holzbüttgen (A57) | 81.500                              | 10,3%                    |

## Richtingen knooppunt
| Aansluitende wegen                       | Aansluitende wegen  | Aansluitende wegen                        | Aansluitende wegen | Aansluitende wegen |
| ---------------------------------------- | ------------------- | ----------------------------------------- | ------------------ | ------------------ |
|                                          |                     | richting Bovert / Krefeld Düsseldorf-Nord |                    |                    |
|                                          |                     |                                           |                    |                    |
| richting Aken / Mönchengladbach Roermond | richting Düsseldorf |                                           |                    |                    |
|                                          |                     |                                           |                    |                    |
|                                          |                     | richting Neuss / Keulen                   |                    |                    |